# Via dei Banchi Vecchi
La Via dei Banchi Vecchi (français : Rue des Vieilles Banques) est une rue du centre de Rome. Partant du corso Vittorio Emanuele II, elle rejoint le vicolo del Malpasso, en passant par les rioni Ponte, Parione et Regola.

## L'histoire
La rue, au départ, était divisée en deux sections. L'une était appelée l'Égout de Santa Lucia, près de l'église de Santa Lucia del Gonfalone, et à cause de la présence d'un cloaque à la hauteur des via del Pellegrino, via di Monserrato, via dei Cartari, vicolo della Moretta, et de la voie Malapasso. L'autre section, débutant au vicolo del Pavone, abritait la Zecca (sorte d"hôtel des monnaies" en Italie) jusqu'au XVe siècle, et a été achetée ensuite par Rodrigo Borgia pour héberger la Vieille Chancellerie; cette section était simplement appelée des Banques, de par la présence de nombreuses Banques qui exerçaient le crédit. 
La rue a pris son nom actuel avec le transfert, au XVIe siècle, de la Zecca à proximité, qui va changer le précédent nom de "Pont-Canal" en celle de via dei Banchi Nuovi.

## Monuments

### Architecture religieuse
- Église Santa Lucia del Gonfalone

### Palais
- Casa Crivelli (demeure Renaissance)
- Palais de l'Évêque de Cervia

## Vues

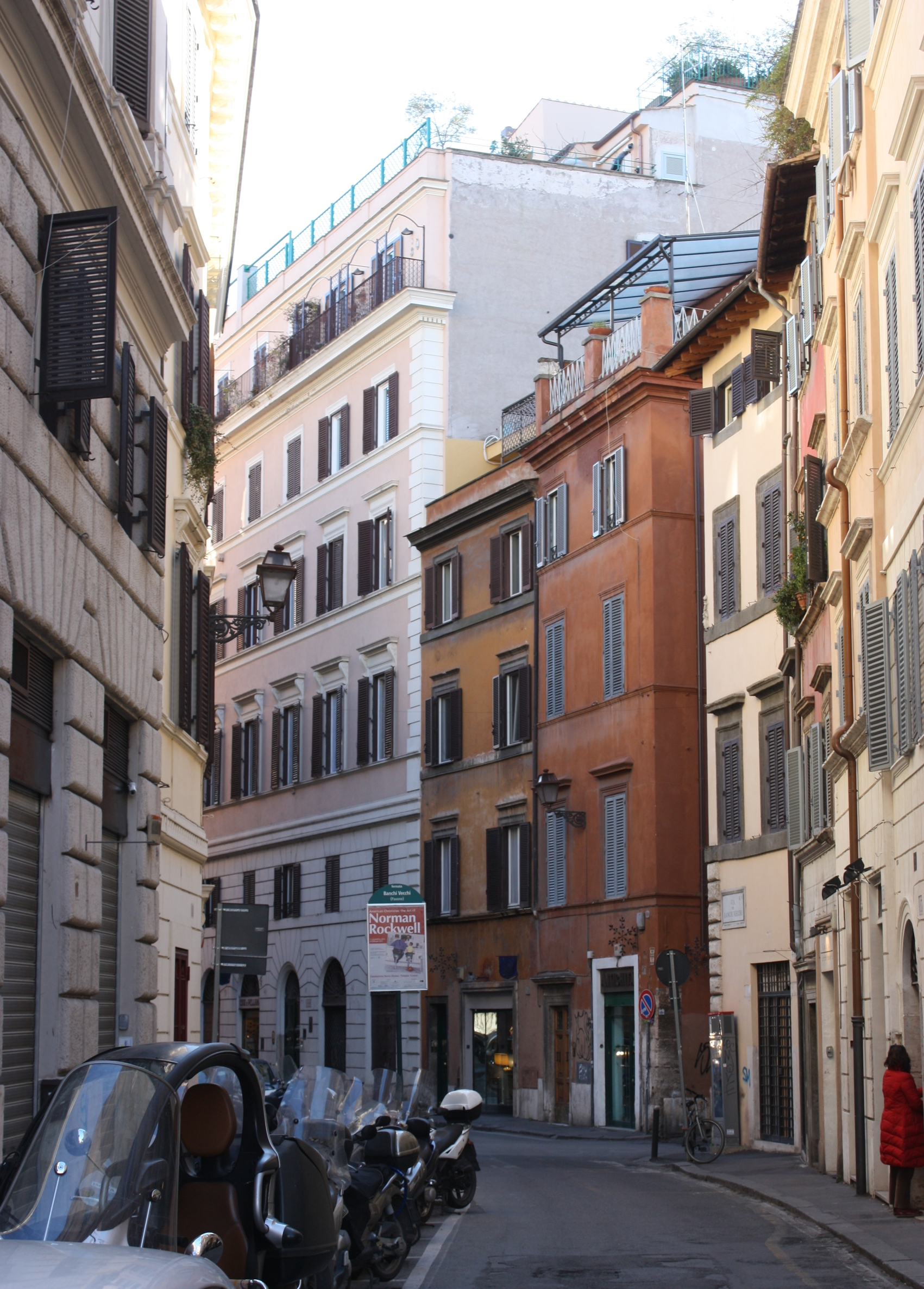
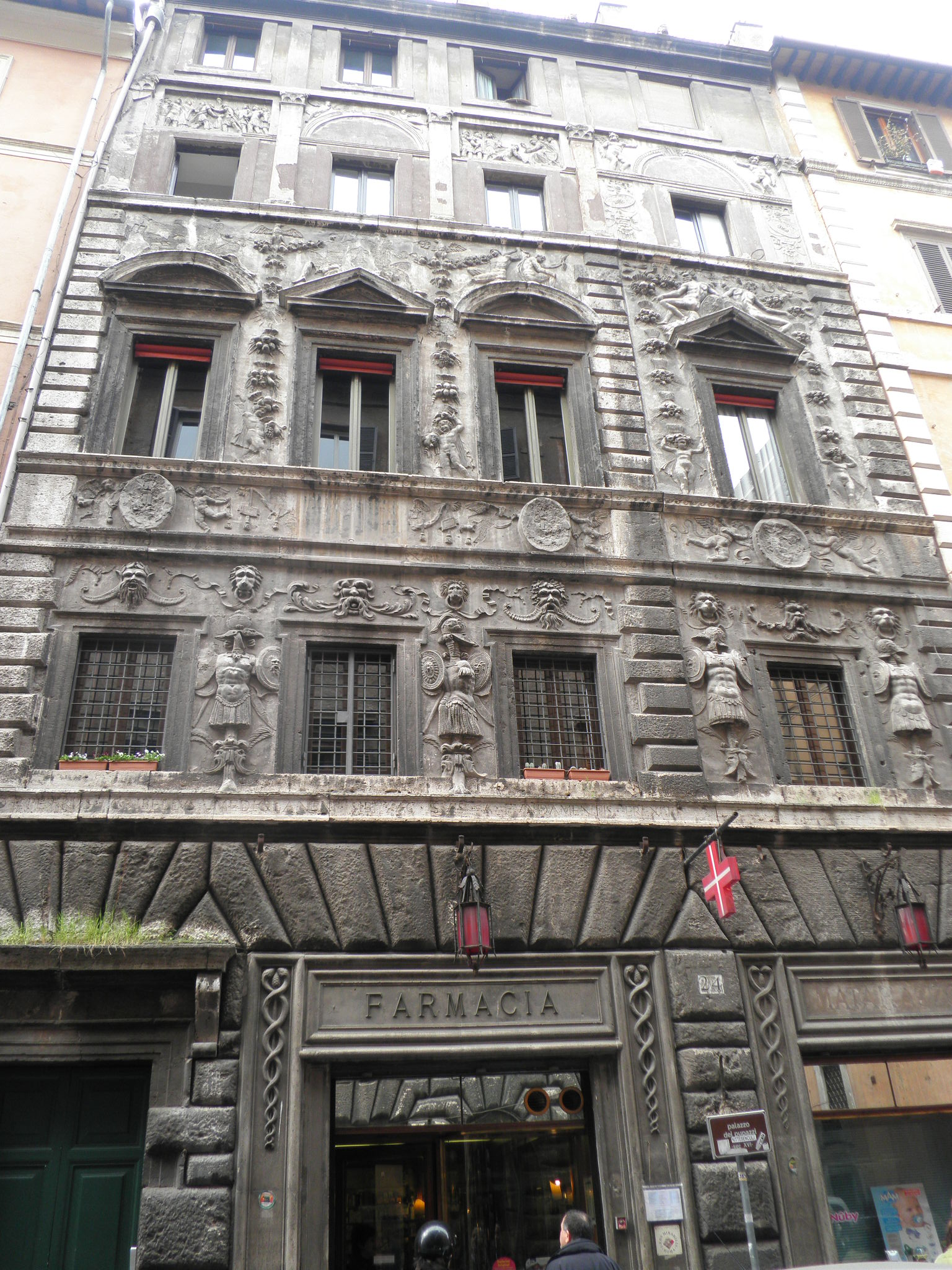
Casa Crivelli
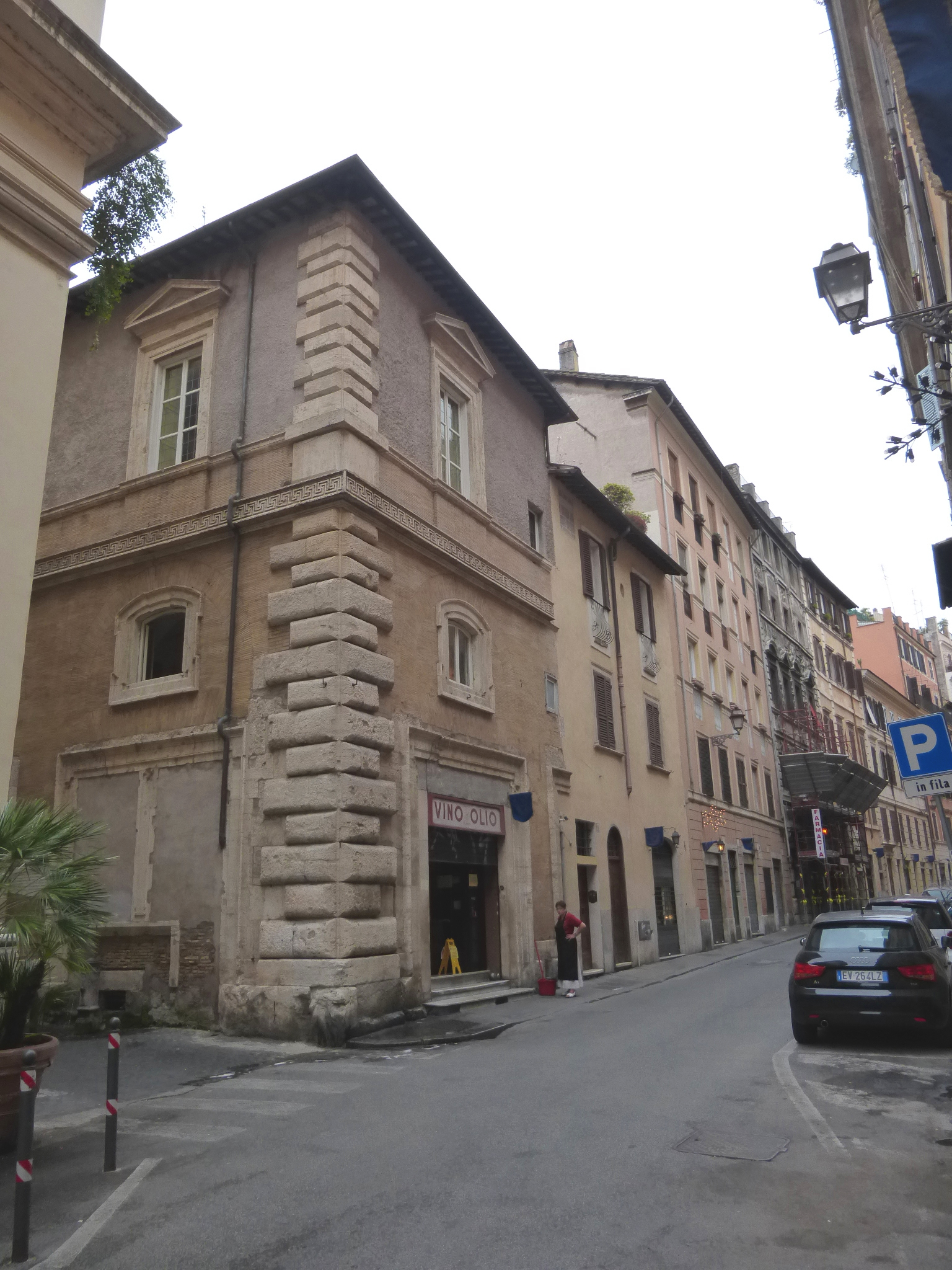
Palazzetto de l'Evêque de Cervia
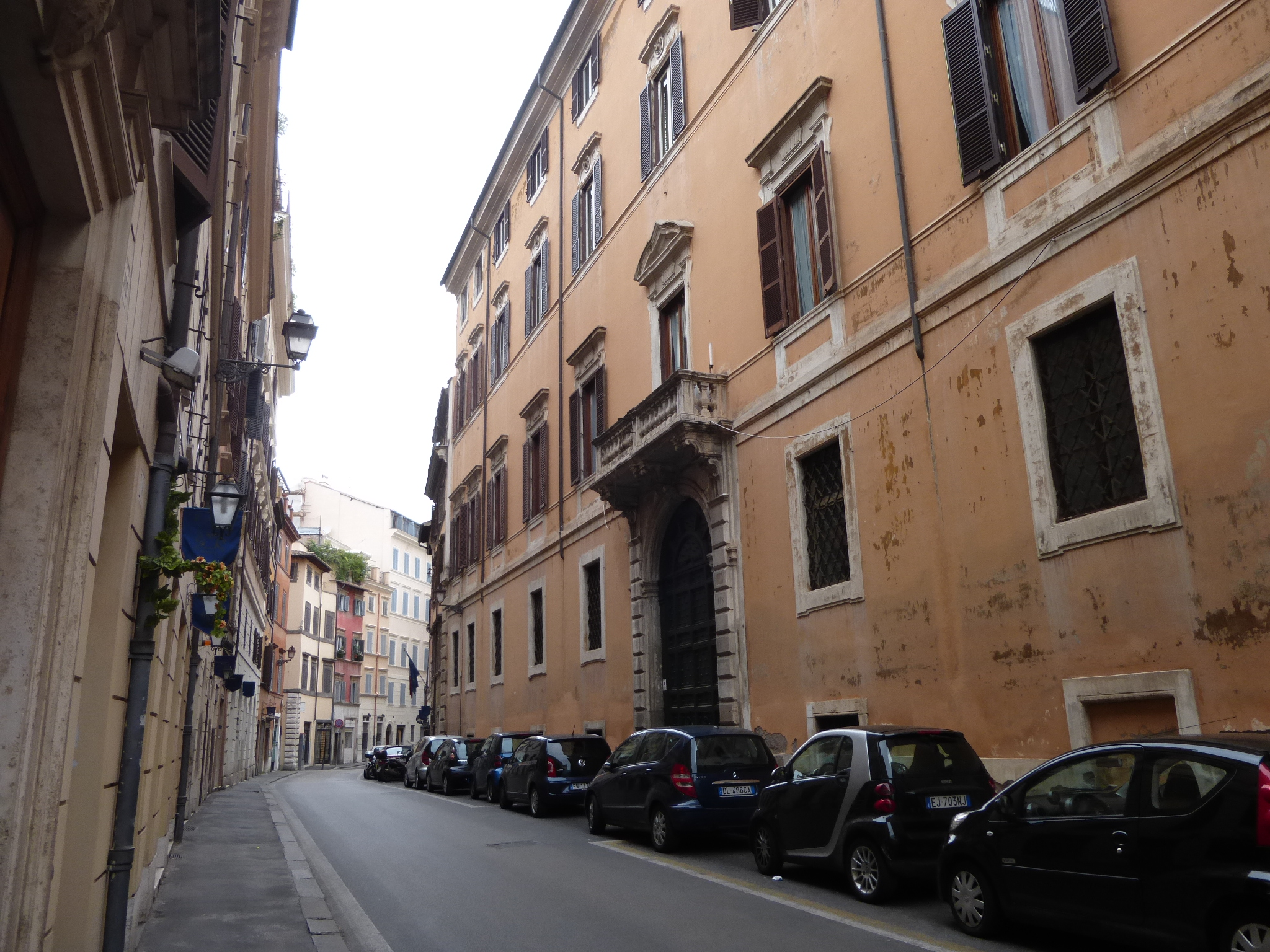